# Lourdes Tello
Lourdes Tello (Madrid, 1974) es una escritora española de thriller y suspenso paranormal; que también ha realizado incursiones en la literatura romántica y la fantasía urbana.  

## Biografía
Nacida en Madrid, y madre de dos hijos, forma parte del departamento de dirección en una empresa del sector tecnológico. Pese a ser programadora de software de administración y gestión de empresas, y de haber destinado su trayectoria laboral hacia la rama de las ciencias, su pasión por la literatura le condujo a introducirse en el mundo literario hace diez años.
En el año 2017 publicó su primera novela, «Amor entre leyendas» con la editorial Imágica. Tras la publicación de varias novelas, con la editorial madrileña Suseya, en 2019 decide compaginarlo con la auto publicación en plataformas digitales. En 2022, firma con Kaizen Editores.    
Desde 2018 colabora de manera continuada en tres programas de radio de emisión semanal: “Pasión en las redes” y “Mujeres 4D”, ambos en Radio Argo. Labor que compagina con la promoción literaria realizando encuentros entre autores y escritores en la ciudad de Madrid.

## Obras
- Entre leyendas (Ed. Suseya, 2018)[7]
- Sol y sombra (Ed. Suseya, 2018)[8]
- Aisha (Ed. Suseya, 2018)
- Caso Thanatos (Ed. Suseya, 2018)
- Mei Ling, el poder de los elementos. (Ed. Suseya, 2019)
- Aidan, el resurgir de un hombre (Ed. Suseya Ediciones, 2019)
- Decide, tu vida o la mía (Amazon, 2019)
- Mara, redención o muerte (Ed. Suseya, 2020)
- Rumbo Truncado (Amazon, 2020).
- Mi vida entre manzanas rojas (Amazon, 2021)
- Desde el otro lado (Kaizen Editores, 2022)[9]
- Kefrén, el último eslabón (Suseya, 2022)
- El medallón de Arlene Arlene Knowland (Suseya, 2024)
- Mi vida entre manzanas rojas (reeditado por Suseya en 2024)